# Haut-Ogooué
Haut-Ogooué je jednou z 9 provincií v Gabonu. Je pojmenovaná podle řeky Ogooué. Provincie pokrývá území o rozloze 36 547 km² a její hlavní město je Franceville. Jednou z hlavních průmyslových činností je těžba manganu, zlata a uranu. Je to domov tří kultur: Obamba, Ndzabi a Téké. Haut-Ogooué hraničí s 6 regiony Konžské republiky.

Haut-Ogooué na mapě Gabonu
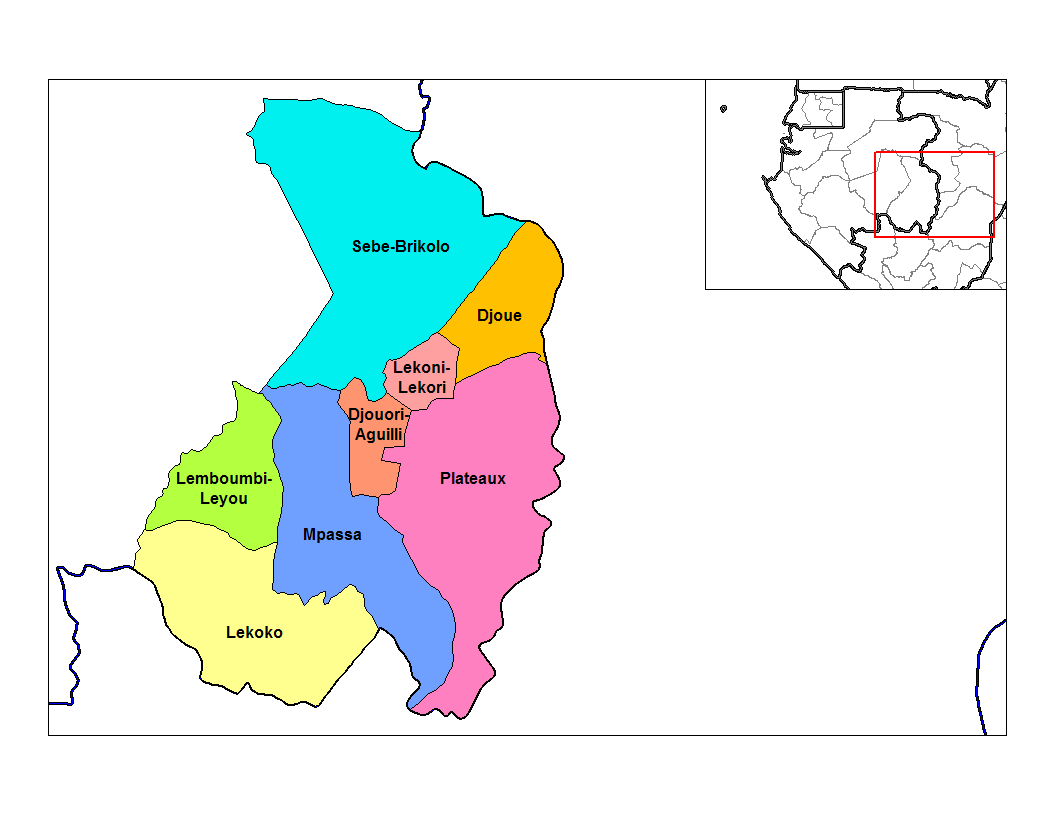
Departmenty provincie Haut-Ogooué

## Departmenty
Provincie je rozdělena do 8 departmentů:
- Djoue (Onga)
- Djououri-Aguilli (Bongoville)
- Lekoni-Lekori (Akieni)
- Lekoko (Bakoumba)
- Lemboumbi-Leyou (Moanda)
- Mpassa (Franceville)
- Plateaux (Leconi)
- Sebe-Brikolo (Okondja)